# Ángeles y querubines
Ángeles y querubines es una película mexicana del director Rafael Corkidi estrenada en México el 18 de diciembre de 1972. Está protagonizada por Roberto Cañedo, Jorge Humberto Robles y Helena Rojo.

## Argumento
Ángeles y querubines cuenta una historia de vampiros en la que el personaje de Helena Rojo (Ángela) seduce al de Jorge Humberto Robles (Cristian) y finalmente lo entrega al de Ana Luisa Peluffo (madre de Ángela, presumiblemente el Demonio). 
Ganó varios premios, entre ellos uno en el Festival Internacional de Cine de Karlovy Vary, Checoslovaquia.

## Reparto
- Roberto Cañedo como Don Jacobo Marroquín
- Jorge Humberto Robles como Cristián
- Helena Rojo como Ángela
- Ana Luisa Peluffo como Gabriela
- Lea Corkidi como Eva (joven)
- Pablo Corkidi como Adán (joven)
- Cecilia Pezet como Onfalia
- David Silva como Doctor Ismael
- Coralito como Cantante
- Max Liszt
- Arturo Fernández
- Yolanda Casarin como Belerma
- Juan Gómez como Gamaliel
- Carlos Guisa Hohenstein
- Vicente Lara como El Juez
- Rubens Medel como Don Rafael
- Jaime Stolar como El Cantor

## Locaciones
El rodaje se llevó a cabo en el centro de México, para lo que se utilizaron los siguientes lugares:
- Bazar de los Sapos, Puebla, Puebla, México.
- Biblioteca Palafoxina, Puebla, Puebla, México.
- Hacienda de Atlihuayan, Oaxtepec, Morelos, México.
- Hacienda de San Juan, Chalco, México D.F., México
- Vaso del Lago de Texcoco, México.